# Ahaxe-Alciette-Bascassan
Pour les articles homonymes, voir Ahaxe et Alciette-Bascassan.
Ahaxe-Alciette-Bascassan (prononcé [a.aks alsjɛt baskasɑ̃]), en basque : Ahatsa-Altzieta-Bazkazane, est une commune française, située dans le département des Pyrénées-Atlantiques en région Nouvelle-Aquitaine.

## Géographie

### Localisation
La commune d'Ahaxe-Alciette-Bascassan se trouve dans le département des Pyrénées-Atlantiques, en région Nouvelle-Aquitaine.
Elle se situe à 116 km par la route de Pau, préfecture du département, à 59 km de Bayonne, sous-préfecture, et à 40 km de Mauléon-Licharre, bureau centralisateur du canton de Montagne Basque dont dépend la commune depuis 2015 pour les élections départementales.
Les communes les plus proches sont :
Bussunarits-Sarrasquette (1,7 km), Lecumberry (2,5 km), Aincille (2,5 km), Saint-Jean-le-Vieux (2,8 km), Mendive (3,5 km), Caro (4,3 km), Bustince-Iriberry (4,4 km), Lacarre (4,4 km).
Sur le plan historique et culturel, Ahaxe-Alciette-Bascassan fait partie de la province de la Basse-Navarre, un des sept territoires composant le Pays basque,. La Basse-Navarre en est la province la plus variée en ce qui concerne son patrimoine, mais aussi la plus complexe du fait de son morcellement géographique. Depuis 1999, l'Académie de la langue basque ou Euskalzaindia divise la Basse-Navarre en six zones,. La commune est dans le pays de Cize (Garazi), au sud-est de ce territoire.

### Communes limitrophes
Les communes limitrophes sont  Aincille, Bussunarits-Sarrasquette, Estérençuby, Lecumberry et Saint-Jean-le-Vieux.
| Saint-Jean-le-Vieux | Bussunarits-Sarrasquette |            |
| Aincille            | Ahaxe-Alciette-Bascassan | Lecumberry |
|                     | Estérençuby              |            |

### Hydrographie

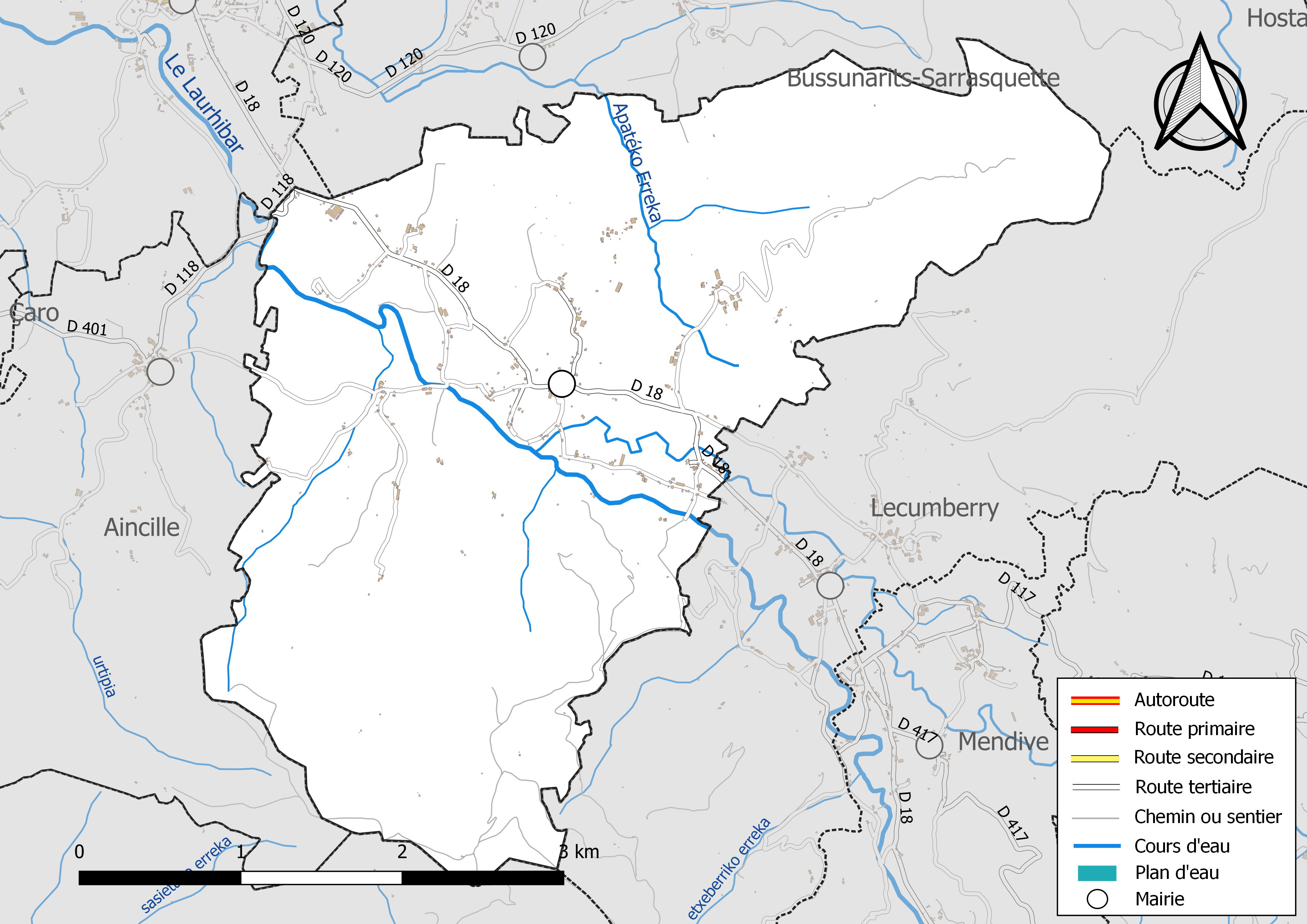
Réseaux hydrographique et routier d'Ahaxe-Alciette-Bascassan.

La commune est drainée par le Laurhibar, Apatéko erreka, le ruisseau le Behorleguy et par divers petits cours d'eau, constituant un réseau hydrographique de 12 km de longueur totale,.
Le Laurhibar, d'une longueur totale de 28,1 km, prend sa source dans la commune de Mendive et s'écoule vers le nord-ouest. Il traverse la commune dans sa partie centrale et se jette dans la Nive à Saint-Jean-Pied-de-Port, après avoir traversé 8 communes.

### Climat
Pour des articles plus généraux, voir Climat de la Nouvelle-Aquitaine et Climat des Pyrénées-Atlantiques.
Historiquement, la commune est exposée à un micro climat océanique basque.  
En 2020, Météo-France publie une typologie des climats de la France métropolitaine dans laquelle la commune est exposée à un climat de montagne et est dans la région climatique Pyrénées atlantiques, caractérisée par une pluviométrie élevée (>1 200 mm/an) en toutes saisons, des hivers très doux (7,5 °C en plaine) et des vents faibles.
Pour la période 1971-2000, la température annuelle moyenne est de 13,1 °C, avec une amplitude thermique annuelle de 12,7 °C. Le cumul annuel moyen de précipitations est de 1 609 mm, avec 12,7 jours de précipitations en janvier et 9,3 jours en juillet. Pour la période 1991-2020, la température moyenne annuelle observée sur la station météorologique la plus proche, située sur la commune de Bustince-Iriberry à 4 km à vol d'oiseau, est de 13,9 °C et le cumul annuel moyen de précipitations est de 1 327,4 mm,. Pour l'avenir, les paramètres climatiques de la commune estimés pour 2050 selon différents scénarios d’émission de gaz à effet de serre sont consultables sur un site dédié publié par Météo-France en novembre 2022.

### Milieux naturels et biodiversité

#### Réseau Natura 2000
Le réseau Natura 2000 est un réseau écologique européen de sites naturels d'intérêt écologique élaboré à partir des Directives « Habitats » et « Oiseaux », constitué de zones spéciales de conservation (ZSC) et de zones de protection spéciale (ZPS).
Deux sites Natura 2000 ont été définis sur la commune au titre de la « directive Habitats », :
- les « montagnes de Saint-Jean-Pied-de-Port », d'une superficie de 11 760 ha, une montagne à estives, espaces pastoraux d’altitude (au-dessus de 800–900 m) ouverts sur de vastes étendues[23] ;
- « la Nive », d'une superficie de 9 473 ha, un des rares bassins versants à accueillir l'ensemble des espèces de poissons migrateurs du territoire français, excepté l'Esturgeon européen[24] ;

#### Zones naturelles d'intérêt écologique, faunistique et floristique
L’inventaire des zones naturelles d'intérêt écologique, faunistique et floristique (ZNIEFF) a pour objectif de réaliser une couverture des zones les plus intéressantes sur le plan écologique, essentiellement dans la perspective d’améliorer la connaissance du patrimoine naturel national et de fournir aux différents décideurs un outil d’aide à la prise en compte de l’environnement dans l’aménagement du territoire.
Une ZNIEFF de type 1 est recensée sur la commune, :
la « grotte de Mikelauenzilo et alentours » (7 568,16 ha), couvrant 7 communes du département et trois ZNIEFF de type 2,, :
- le « massif des Arbailles » (14 782,04 ha), couvrant 13 communes du département[27] ;
- les « montagnes de Saint-Jean-Pied-de-Port » (14 133,83 ha), couvrant 9 communes du département[28] ;
- le « réseau hydrographique des Nives » (3 596,23 ha), couvrant 33 communes du département[29].

## Urbanisme

### Typologie
Au 1er janvier 2024, Ahaxe-Alciette-Bascassan est catégorisée commune rurale à habitat très dispersé, selon la nouvelle grille communale de densité à sept niveaux définie par l'Insee en 2022.
Elle est située hors unité urbaine. Par ailleurs la commune fait partie de l'aire d'attraction de Saint-Jean-Pied-de-Port, dont elle est une commune de la couronne,. Cette aire, qui regroupe 22 communes, est catégorisée dans les aires de moins de 50 000 habitants,.

### Occupation des sols

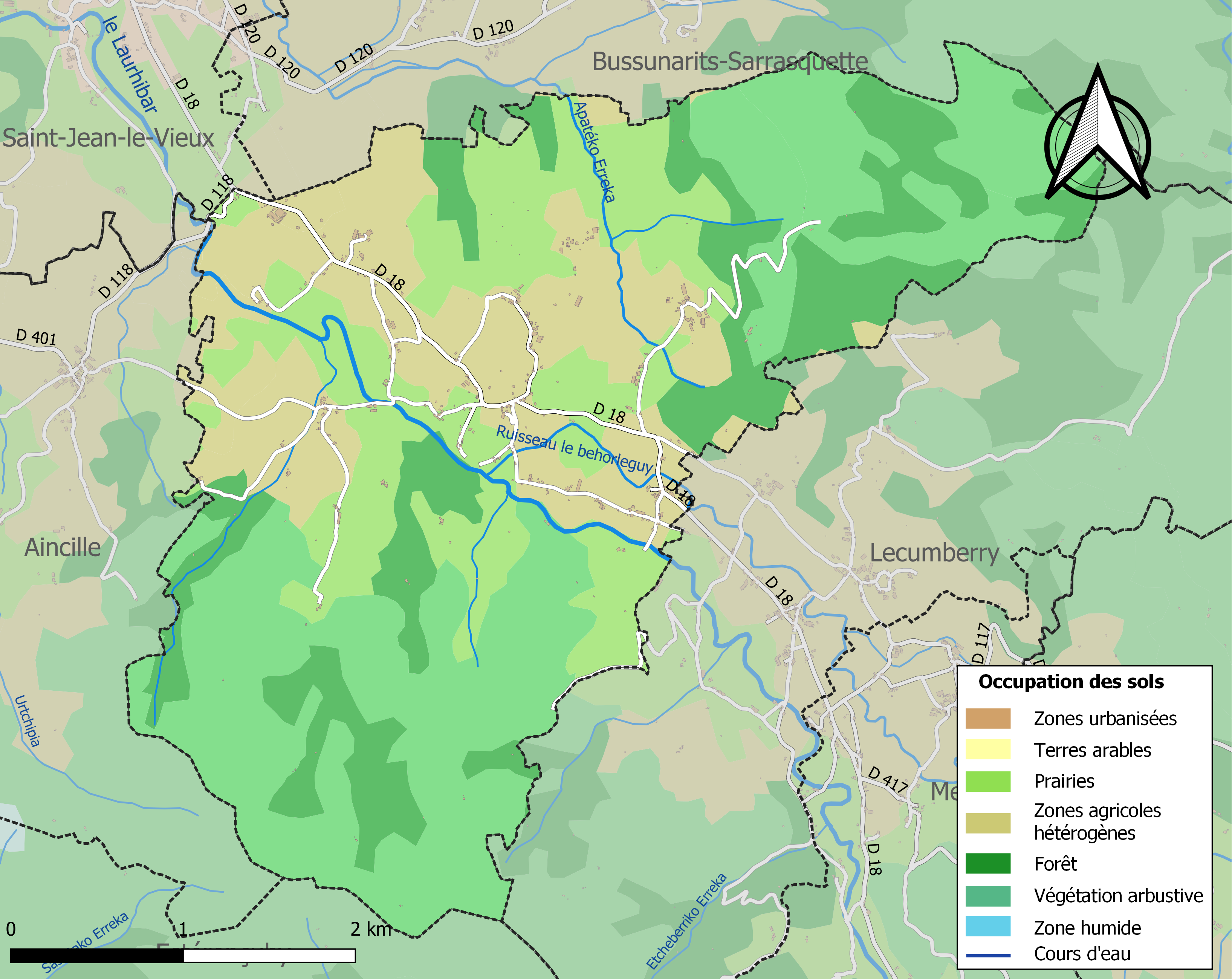
Carte des infrastructures et de l'occupation des sols de la commune en 2018 (CLC).

L'occupation des sols de la commune, telle qu'elle ressort de la base de données européenne d’occupation biophysique des sols Corine Land Cover (CLC), est marquée par l'importance des forêts et milieux semi-naturels (53,9 % en 2018), en diminution par rapport à 1990 (56 %). La répartition détaillée en 2018 est la suivante :
milieux à végétation arbustive et/ou herbacée (35 %), zones agricoles hétérogènes (23,5 %), prairies (22,6 %), forêts (19 %). L'évolution de l’occupation des sols de la commune et de ses infrastructures peut être observée sur les différentes représentations cartographiques du territoire : la carte de Cassini (XVIIIe siècle), la carte d'état-major (1820-1866) et les cartes ou photos aériennes de l'IGN pour la période actuelle (1950 à aujourd'hui).

### Lieux-dits et hameaux
- Aguerréa[10]
- Ahatsaxilo (ancienne paroisse)[34]
- Ahaxamendy[35]
- Ahaxe[10]
- Alciette[10]
- Bascassan[10]
- Bastida[10]
- Bernetcheko Borda[10]
- Bidartéa[10]
- Chilinchabidéa[10]
- Chilo[10]
- Curutchet (ou Garat)[34]
- Dorrea[36]
- Errékaldéa[10]
- Erromatéguia (2 lieux-dits)[10]
- Etheberry[34]
- Garatehegi[37],[34]
- Garatéko Eyhéra[10]
- Gaztelua[10],[34]
- Gaztalepo
- Harguindéguia[10]
- Idioinea[38],[10]
- Irahane[10]
- Iriberria[10]
- Irigaraya[10],[34]
- Irustikoborda[10]
- Italhatzé[10]
- Kapila
- Larluzia[10]
- Libiéta[10],[34]
- Ligeta[37]
- Olherry[10]
- Orido[10]
- Ospitaletchia[10]
- Uhaïtzia[10]
- Urrutia[10]

### Voies de communication et transports
Ahaxe-Alciette-Bascassan est desservie par la route départementale D 18.

### Risques majeurs
Le territoire de la commune d'Ahaxe-Alciette-Bascassan est vulnérable à différents aléas naturels : météorologiques (tempête, orage, neige, grand froid, canicule ou sécheresse), inondations, feux de forêts et séisme (sismicité moyenne). Un site publié par le BRGM permet d'évaluer simplement et rapidement les risques d'un bien localisé soit par son adresse soit par le numéro de sa parcelle.
Certaines parties du territoire communal sont susceptibles d’être affectées par le risque d’inondation par une crue torrentielle ou à montée rapide de cours d'eau, notamment le Laurhibar. La commune a été reconnue en état de catastrophe naturelle au titre des dommages causés par les inondations et coulées de boue survenues en 1982, 1983, 2009, 2014 et 2021,.
Ahaxe-Alciette-Bascassan est exposée au risque de feu de forêt. En 2020, le premier plan de protection des forêts contre les incendies (PDPFCI) a été adopté pour la période 2020-2030. La réglementation des usages du feu à l’air libre et les obligations légales de débroussaillement dans le département des Pyrénées-Atlantiques font l'objet d'une consultation de public ouverte du 16 septembre au 7 octobre 2022,.

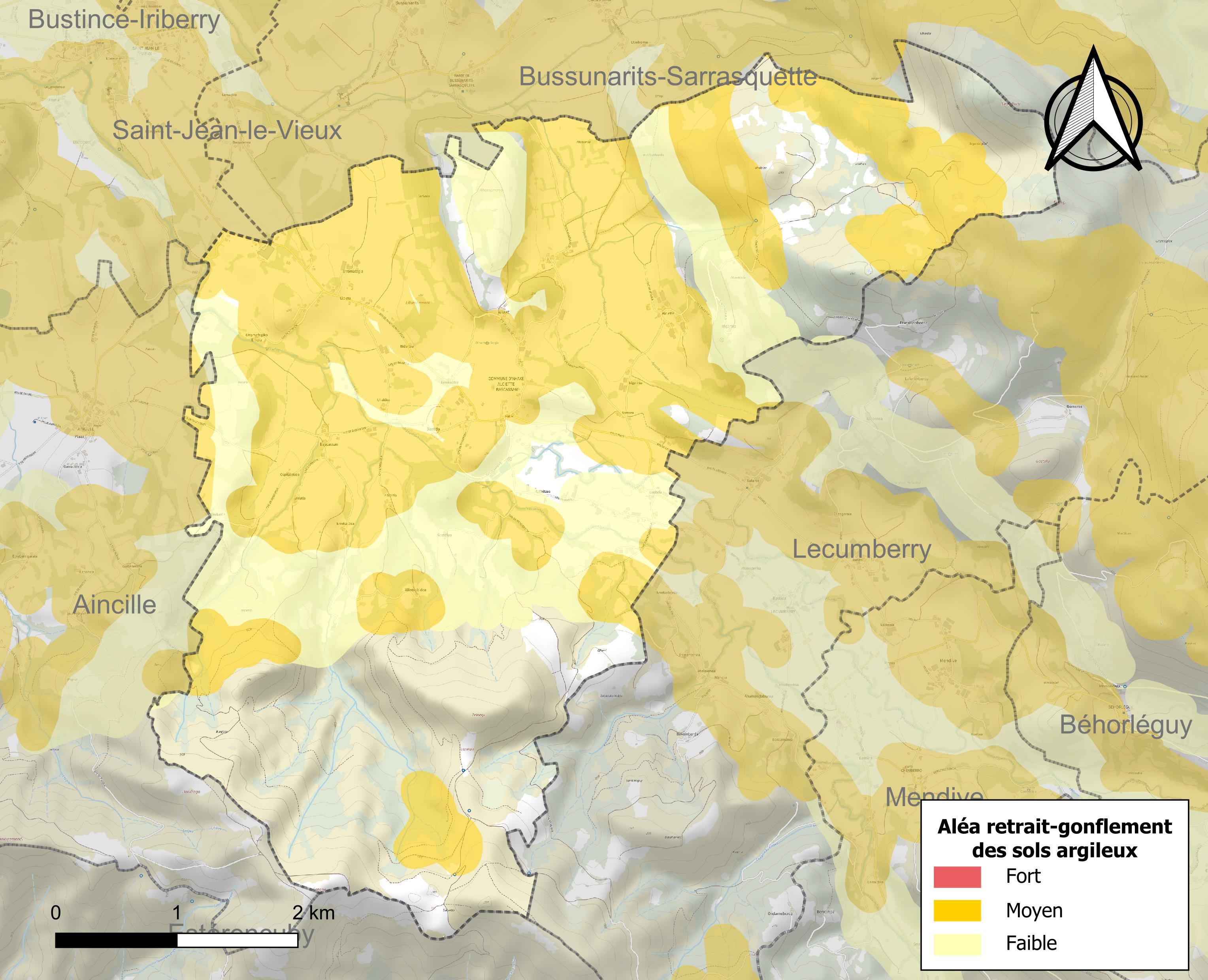
Carte des zones d'aléa retrait-gonflement des sols argileux d'Ahaxe-Alciette-Bascassan.

Le retrait-gonflement des sols argileux est susceptible d'engendrer des dommages importants aux bâtiments en cas d’alternance de périodes de sécheresse et de pluie. 48,2 % de la superficie communale est en aléa moyen ou fort (59 % au niveau départemental et 48,5 % au niveau national). Depuis le 1er octobre 2020, en application de la loi ELAN, différentes contraintes s'imposent aux vendeurs, maîtres d'ouvrages ou constructeurs de biens situés dans une zone classée en aléa moyen ou fort,.

## Toponymie

### Attestations anciennes
Le toponyme Ahaxe 43° 09′ 02″ N, 1° 09′ 54″ O provient de la racine toponymique basque Ahaiz indiquant une hauteur ; il est documenté sous les formes
Hatce (1167),
Faxe (1194),
domine de ahacha (1194),
Assa, Aassa et Hassa (1249 pour ces trois formes)
Ahatxa (1300),
Ahaxa (1302, chapitre de Bayonne),
Haxa et Ahaxe (1304 pour ces deux formes),
Axa (1309 et 1350),
Hatxa (1350),
Hadssa (1366),
Ahtxe (1703), visites du diocèse de Bayonne et
Sanctus Julianus d'Ahaxe (1757, collations du diocèse de Bayonne). Jean-Baptiste Orpustan indique que le toponyme provient de la base oronymique basque (h)aitz, 'rocher'/'hauteur'. Le gentile basque est Ahatsarr.
Le toponyme Alciette 43° 09′ 02″ N, 1° 09′ 08″ O est une corruption du basque Altzueta 'lieu où abonde l'aulne' ; il est documenté sous les formes
Alsuete (1249),
La Grange d'Alsuete (1302, chapitre de Bayonne),
Alçueta (1305),
Alzueta (1513, titres de Pampelune),
Alçuete et Alçueta (1350 pour ces deux formes),
Alchuete (1387),
Alchuette (1387),
Alçueta (1621, Martin Biscay) et
Alsiette (1667, règlement des États de Navarre). Le gentilé est Alzietar.
Le toponyme Bascassan 43° 08′ 39″ N, 1° 10′ 38″ O provient d'un basque *Ba(ra)zkaitzun 'lieu rocheux de la prairie' ; il est documenté sous les formes
Bazquazen (1208),
Bascaçen (1292),
Bascacen (1350),
Bazcacen (1366),
Basquacen (1413),
Bazcacen (1513, titres de Pampelune),
Vazquacen (1613),
Vazcazen et Vazaçan (1621 pour ces deux dernières formes, Martin Biscay) et
Bascassan (1789). Le gentilé est Bazkazandar.

### Autres toponymes
Le toponyme Garatehegi 'versant du col' 43° 08′ 51″ N, 1° 09′ 44″ O apparaît sous les formes
Garateguia (1350),
sent jullian et garateheguj (1366),
la parropie de garatehegi (1413),
Garatteguy (1518, titres de Pampelune),
Garatéhéguy (1708, règlement de la commanderie d'Irissarry) et
Garatéguy (1863, dictionnaire topographique Béarn-Pays basque).
Ligeta 43° 09′ 08″ N, 1° 10′ 33″ O est mentionné sous les formes
Lagueta (1264),
Ligueta (1307),
Liguete (1350, 1366 et 1413). Le toponyme est basé sur la racine prélatine liga 'boue' (que l'on retrouve dans le nom de la Loire notamment).
Libieta est un toponyme qui apparaît sous les graphies
Libiet (1621, Martin Biscay) et
Libiette (1789).
Gaztelua 'château' 43° 08′ 19″ N, 1° 10′ 08″ O apparaît sous la graphie Gastellu en 1863, dans le dictionnaire topographique Béarn-Pays basque.
Irigaraia 'domaine haut' est un fief indiqué en 1385 écrit Irigaraya (collection Duchesne volume CXIV), vassal de la vicomté de Soule.
Ahatsaxilo 'trou d'Ahatsa' est mentionné sous la forme Ahaxachilo, en 1863, par le dictionnaire topographique Béarn-Pays basque. Bastida est également indiqué dans ce dictionnaire.
errekaldea 'bord de ruisseau' 43° 08′ 20″ N, 1° 10′ 35″ O y est mentionné sous la graphie Errécaldia et a transmis son nom au dit ruisseau, un affluent du Laurhibar coulant sur Bascassan.
Curutchet (nommé également Garat?) est un ancien fief d’Ahaxe, vassal du royaume de Navarre.
Paul Raymond mentionne un Etheberry, fief situé sur la paroisse d’Alciette, vassal du royaume de Navarre.

### Graphie basque
Son nom basque actuel est Ahatsa-Altzieta-Bazkazane.

## Histoire
La seigneurie d'Ahaxe, également dénommée seigneurie de Cize, fut alliée aux vicomtes d'Arbéroue au XIe siècle, ainsi qu'à ceux de Guiche et aux comtes de Biscaye.
La commune a été créée le 11 juin 1842 par la réunion des communes d' Ahaxe et d' Alciette-Bascassan. Dans le même temps, une partie du territoire de ces deux communes est retirée pour faire partie de la nouvelle commune d' Estérençuby.

## Politique et administration

### Liste des maires
| Période                                  | Période  | Identité         | Étiquette | Qualité     |
| ---------------------------------------- | -------- | ---------------- | --------- | ----------- |
| 1995                                     | 2008     | Simone Ithurbide | DVD       |             |
| 2008                                     | En cours | Jean-Paul Bidart | DVD       | Agriculteur |
| Les données manquantes sont à compléter. |          |                  |           |             |

### Intercommunalité
La commune appartient à la communauté d'agglomération du Pays Basque. Elle est membre du syndicat d'énergie des Pyrénées-Atlantiques, de l'Agence publique de gestion locale, du syndicat du RPI Hergaray et du syndicat intercommunal pour l'aménagement et la gestion de l'abattoir de Saint-Jean-Pied-de-Port.

## Population et société

### Démographie
Le recensement de la population de Basse-Navarre de 1695 dénombre 21 feux à Ahaxe, 55 à Alciette et 23 à Bascassan.
Le recensement de 1791 relève, quant à lui, 337 habitants à Ahaxe.
L'évolution du nombre d'habitants est connue à travers les recensements de la population effectués dans la commune depuis 1793. Pour les communes de moins de 10 000 habitants, une enquête de recensement portant sur toute la population est réalisée tous les cinq ans, les populations de référence des années intermédiaires étant quant à elles estimées par interpolation ou extrapolation. Pour la commune, le premier recensement exhaustif entrant dans le cadre du nouveau dispositif a été réalisé en 2005.

En 2022, la commune comptait 262 habitants, en évolution de −4,38 % par rapport à 2016 (Pyrénées-Atlantiques : +3,78 %, France hors Mayotte : +2,11 %).
| 1793 | 1800 | 1806 | 1821 | 1831 | 1836 | 1841 | 1846 | 1851 |
| ---- | ---- | ---- | ---- | ---- | ---- | ---- | ---- | ---- |
| 474  | 485  | 472  | 460  | 555  | 588  | 930  | 864  | 892  |

| 1856 | 1861 | 1866 | 1872 | 1876 | 1881 | 1886 | 1891 | 1896 |
| ---- | ---- | ---- | ---- | ---- | ---- | ---- | ---- | ---- |
| 830  | 738  | 641  | 674  | 670  | 624  | 614  | 571  | 561  |

| 1901 | 1906 | 1911 | 1921 | 1926 | 1931 | 1936 | 1946 | 1954 |
| ---- | ---- | ---- | ---- | ---- | ---- | ---- | ---- | ---- |
| 576  | 570  | 545  | 469  | 462  | 440  | 454  | 419  | 368  |

| 1962 | 1968 | 1975 | 1982 | 1990 | 1999 | 2005 | 2006 | 2010 |
| ---- | ---- | ---- | ---- | ---- | ---- | ---- | ---- | ---- |
| 344  | 335  | 307  | 265  | 263  | 320  | 300  | 298  | 291  |

| 2015 | 2020 | 2022 | - | - | - | - | - | - |
| ---- | ---- | ---- | - | - | - | - | - | - |
| 277  | 266  | 262  | - | - | - | - | - | - |

De 1793 à 1836, la population indiquée ne reflète que celle d'Ahaxe, encore séparé d'Alciette-Bascassan, dont la population durant cette même période est décrite ci-dessous.
| 1793 | 1800 | 1806 | 1821 | 1831 | 1836 |
| ---- | ---- | ---- | ---- | ---- | ---- |
| 280  | 309  | 320  | 387  | 336  | 452  |

Le gentilé est Ahatsar.

### Enseignement
La commune dispose d'une école maternelle publique. Cette école propose un enseignement bilingue français-basque à parité horaire.

## Économie
L'activité est principalement agricole.
La commune fait partie de la zone d'appellation de l'ossau-iraty.
Le classement 2006 de l'Insee, indiquant le revenu fiscal médian par ménage, pour chaque commune de plus de 50 ménages (30 687 communes parmi les 36 681 communes recensées), classe Ahaxe-Alciette-Bascassan au rang 27 645, pour un revenu de 13 257 €.

## Culture locale et patrimoine

### Langues
D'après la Carte des Sept Provinces Basques éditée en 1863 par le prince Louis-Lucien Bonaparte, le dialecte basque parlé à Ahaxe-Alciette-Bascassan est le bas-navarrais oriental.

### Lieux et monuments

#### Patrimoine civil
Le Dolmen de Buluntza  et un gaztelu zahar (ensemble fortifié protohistorique), au lieu-dit Gaztalepo (Ahaxe), situé à 550 mètres d'altitude, et une lice, au lieu-dit Gaztelua ou Gastellia, à 313 mètres d'altitude, témoignent du passé ancien de la commune.
Le château fort appelé château Saint-Julien date du XIIe siècle.
La maison Kapila ainsi que les fermes Gohonetxea et Idioinea datent du XVIIe siècle.

#### Patrimoine religieux
L'église Saint-Julien-d'Antioche, à Ahaxe, date du milieu du Moyen Âge. Son cimetière figure à l'Inventaire général du patrimoine culturel depuis le 21 septembre 2004. Il contient un ensemble remarquable de stèles discoïdales. L'église est dédiée à saint Julien d'Antioche.
La croix de cimetière d'Ahaxe date de 1827 (inscription aux monuments historiques en date du 28 avril 1987).

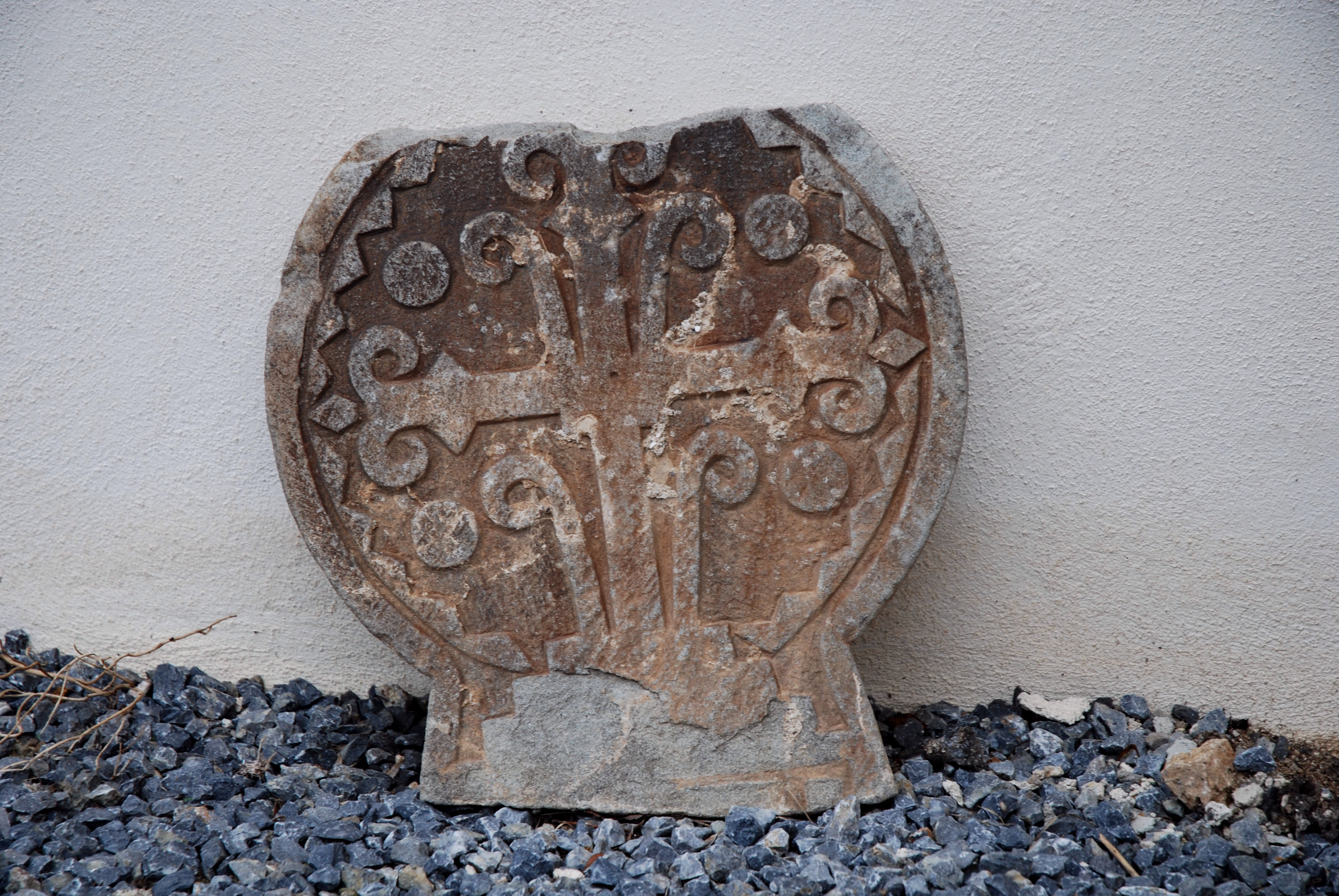
Stèle discoïdale.
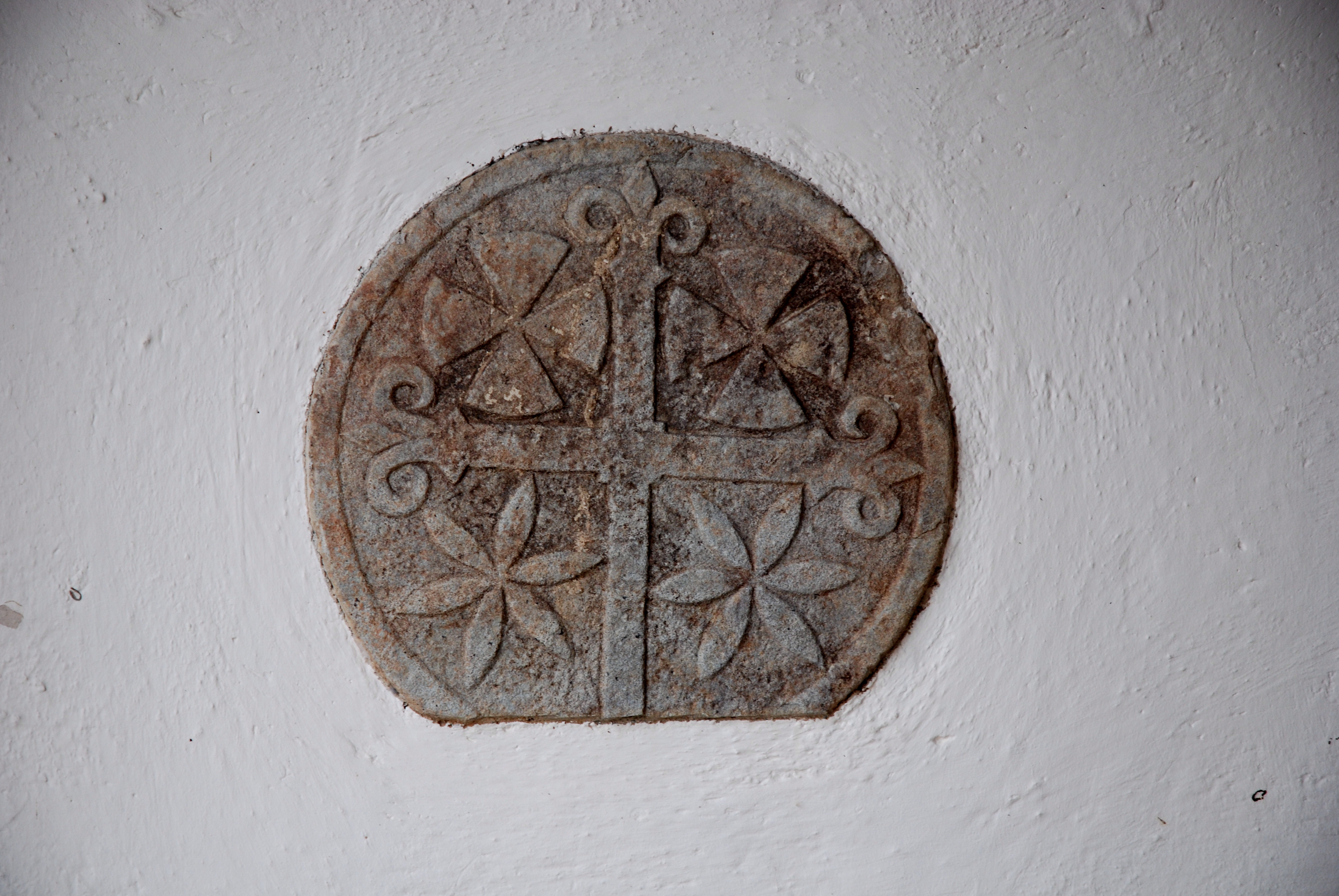
Stèle discoïdale.
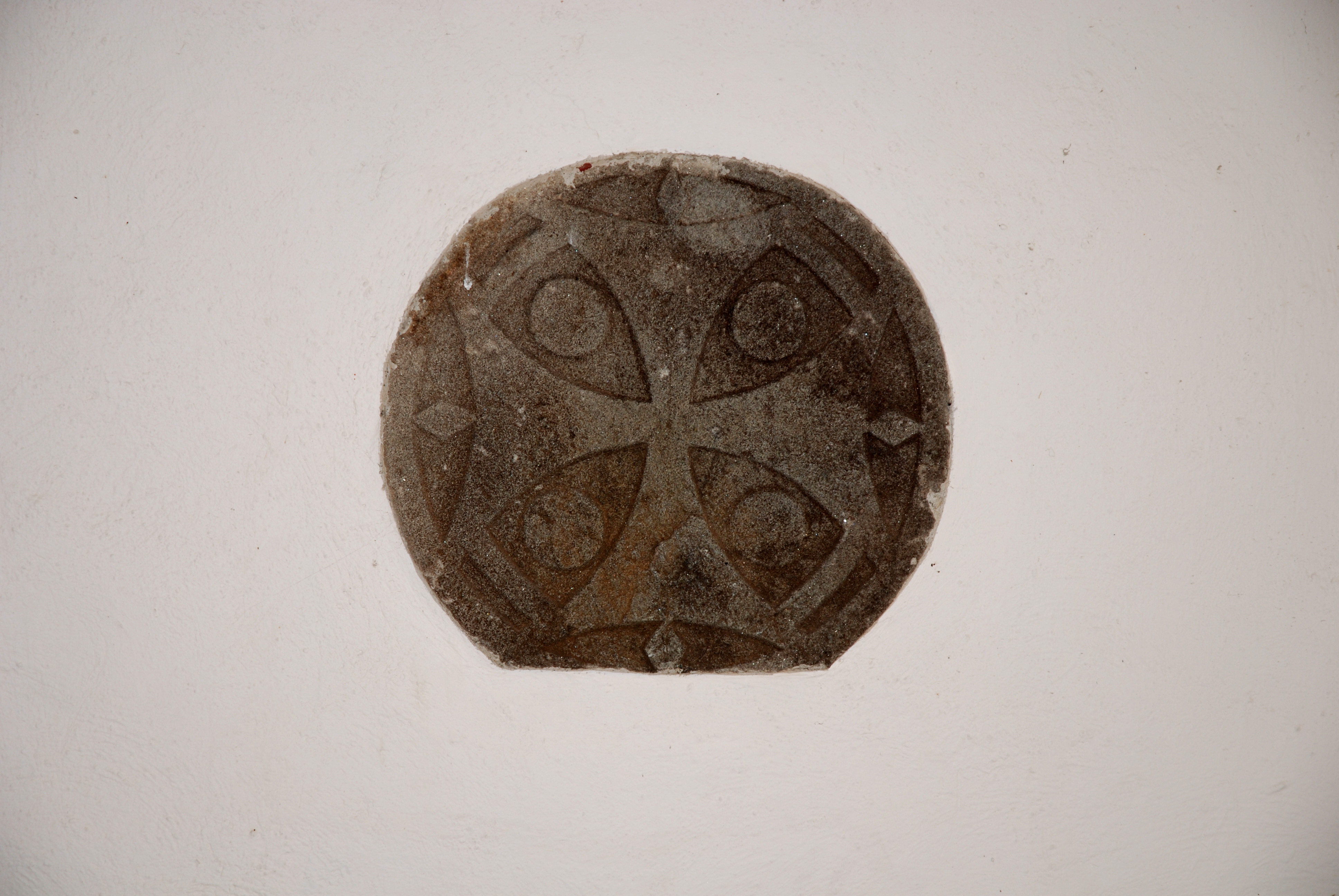
Stèle discoïdale.
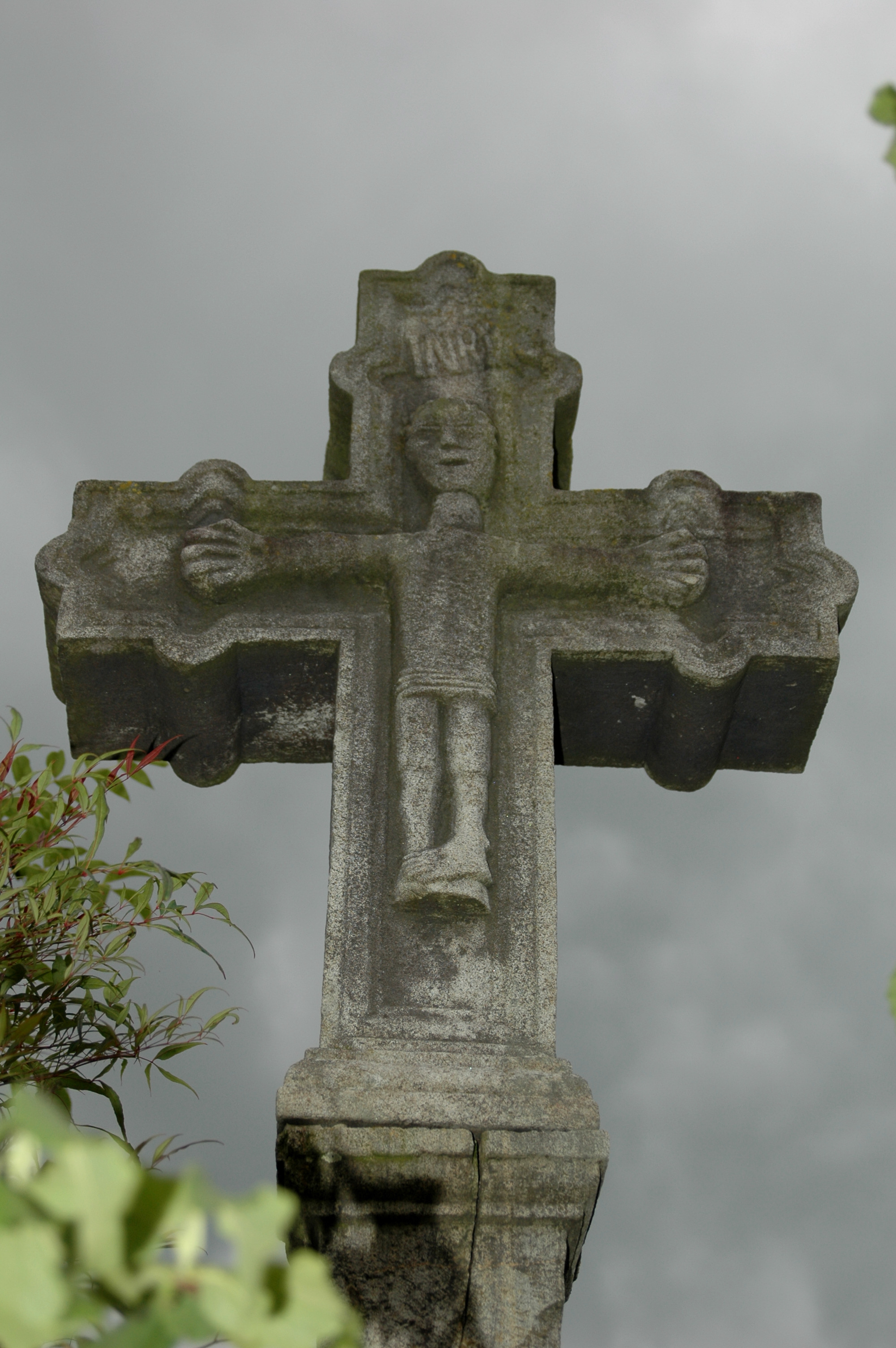
Croix de cimetière.

L'église Saint-André de Bascassan, date des XIIe et XVIIe siècles. Les éléments classés par les monuments historiques (30 mai 1997) concernent son décor intérieur et le cimetière. On y trouve du mobilier des XVIIe et XVIIIe siècles, et des objets enregistrés par le ministère de la Culture. L'église de Bascassan est l'objet d'un tableau de François-Maurice Roganeau. L'église est dédiée à l'apôtre saint André.
L'ancienne benoîterie de Bascassan est classée aux monuments historiques depuis le 30 mai 1997. Son existence est mentionnée en 1741.

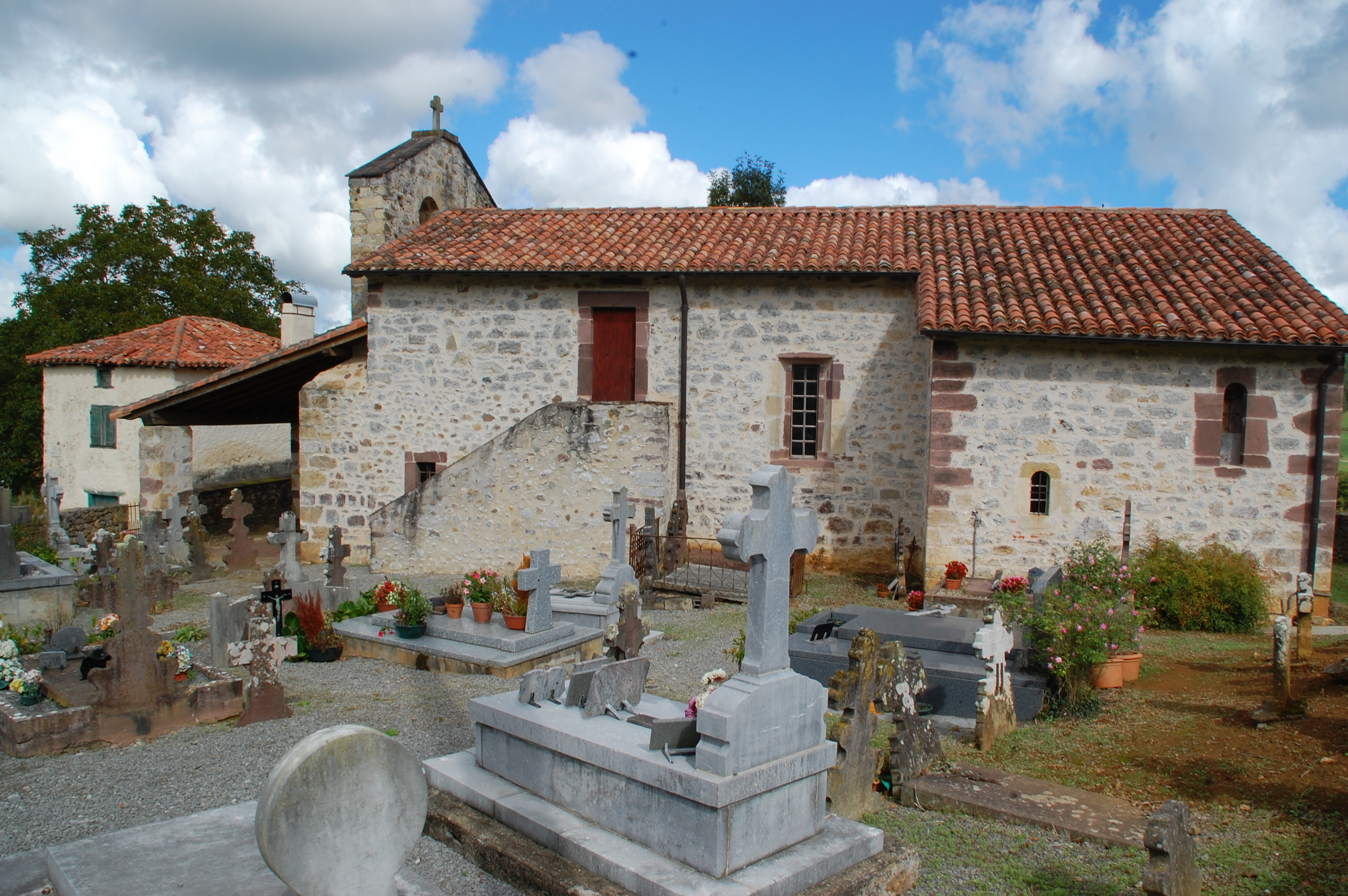
Église de Bascassan.
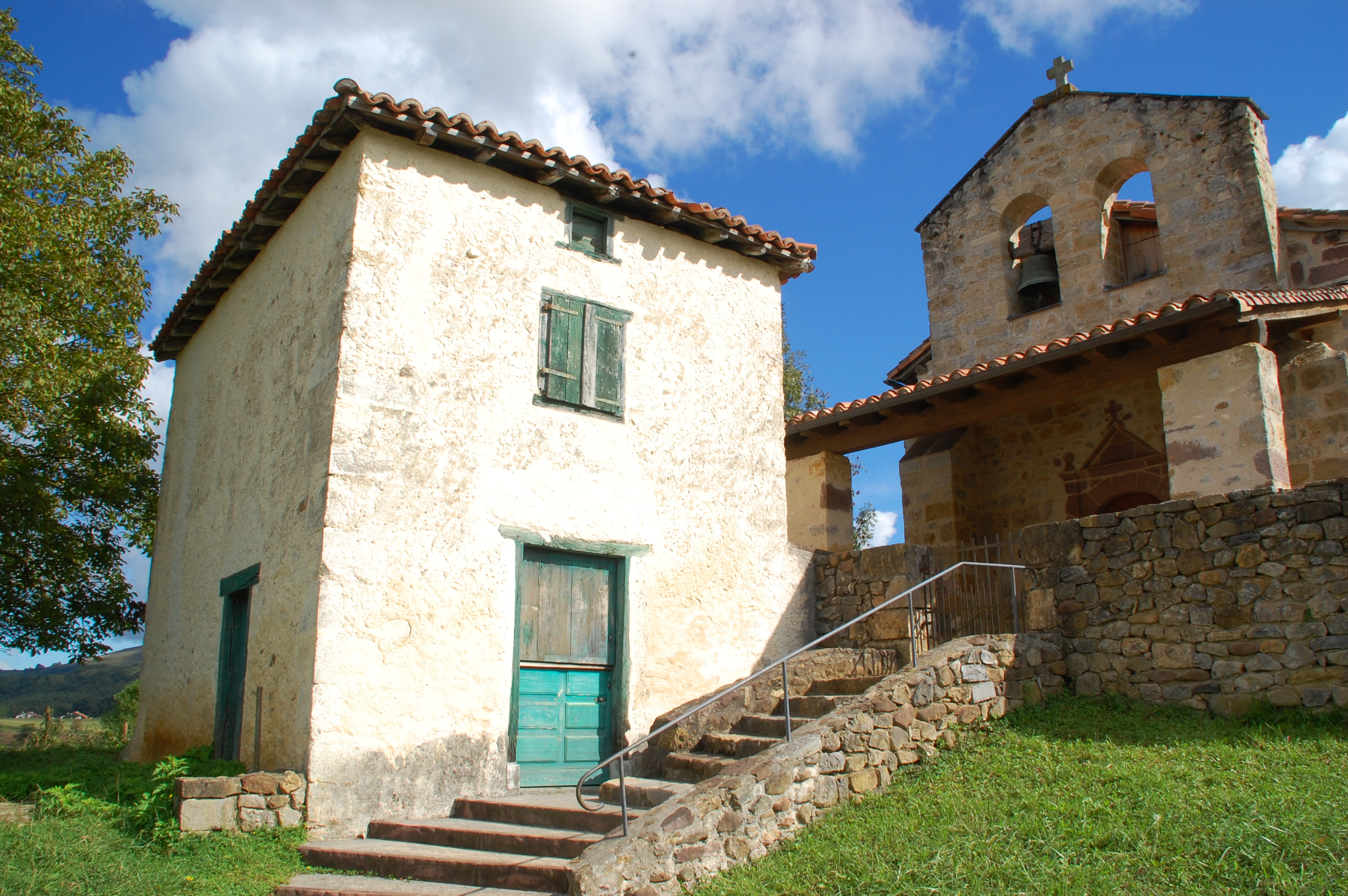
Benoîterie.
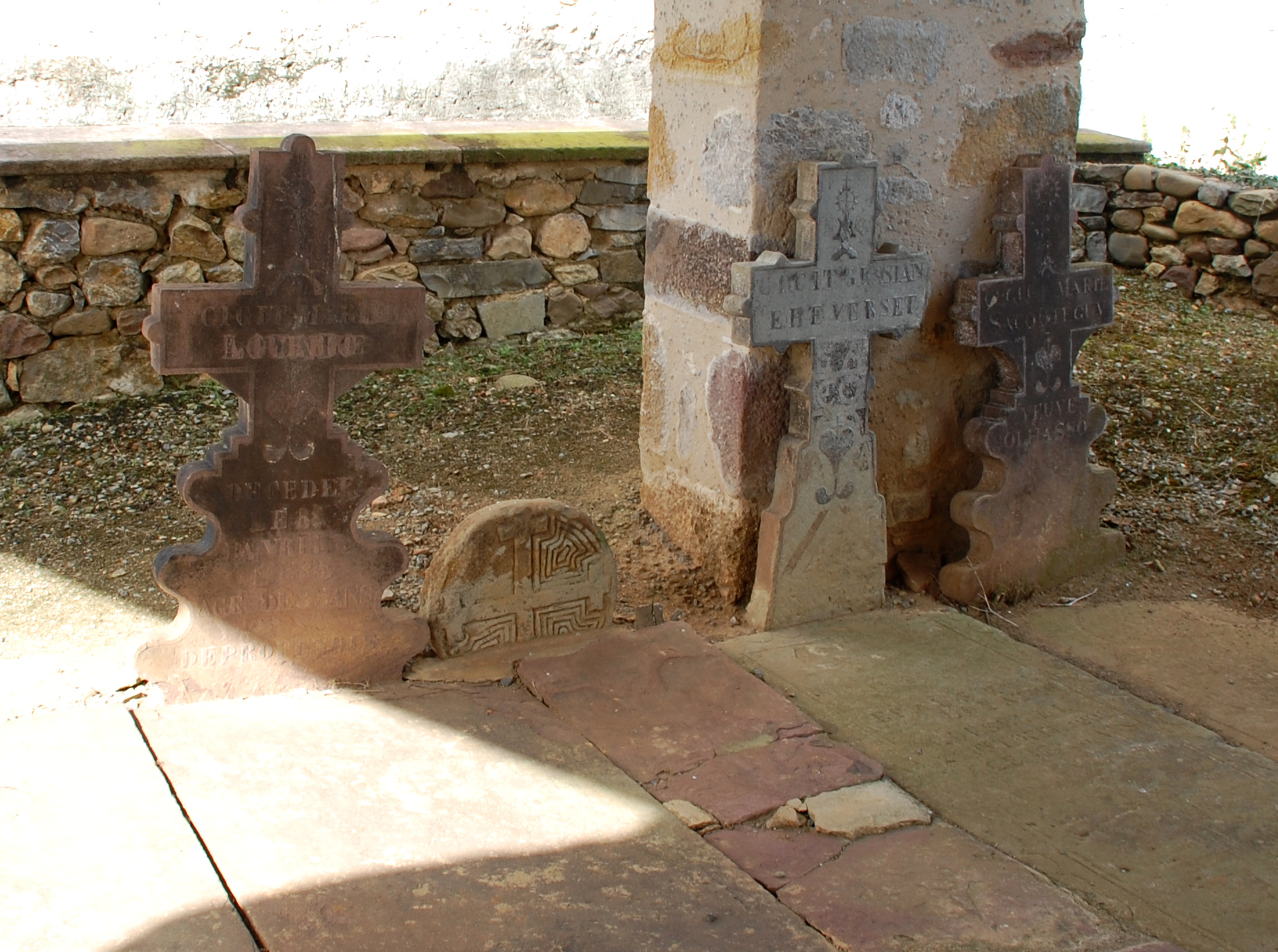
Vieilles tombes.

L'église Saint-Sauveur d'Alciette date des XIIe et XVIIe siècles et est inscrite aux monuments historiques depuis le 28 avril 1987 pour son décor intérieur en bois peint. Elle recèle du mobilier des XVIIe et XVIIIe siècles, une peinture et des objets recensés par le ministère de la Culture. L'église est dédiée au Saint-Sauveur.

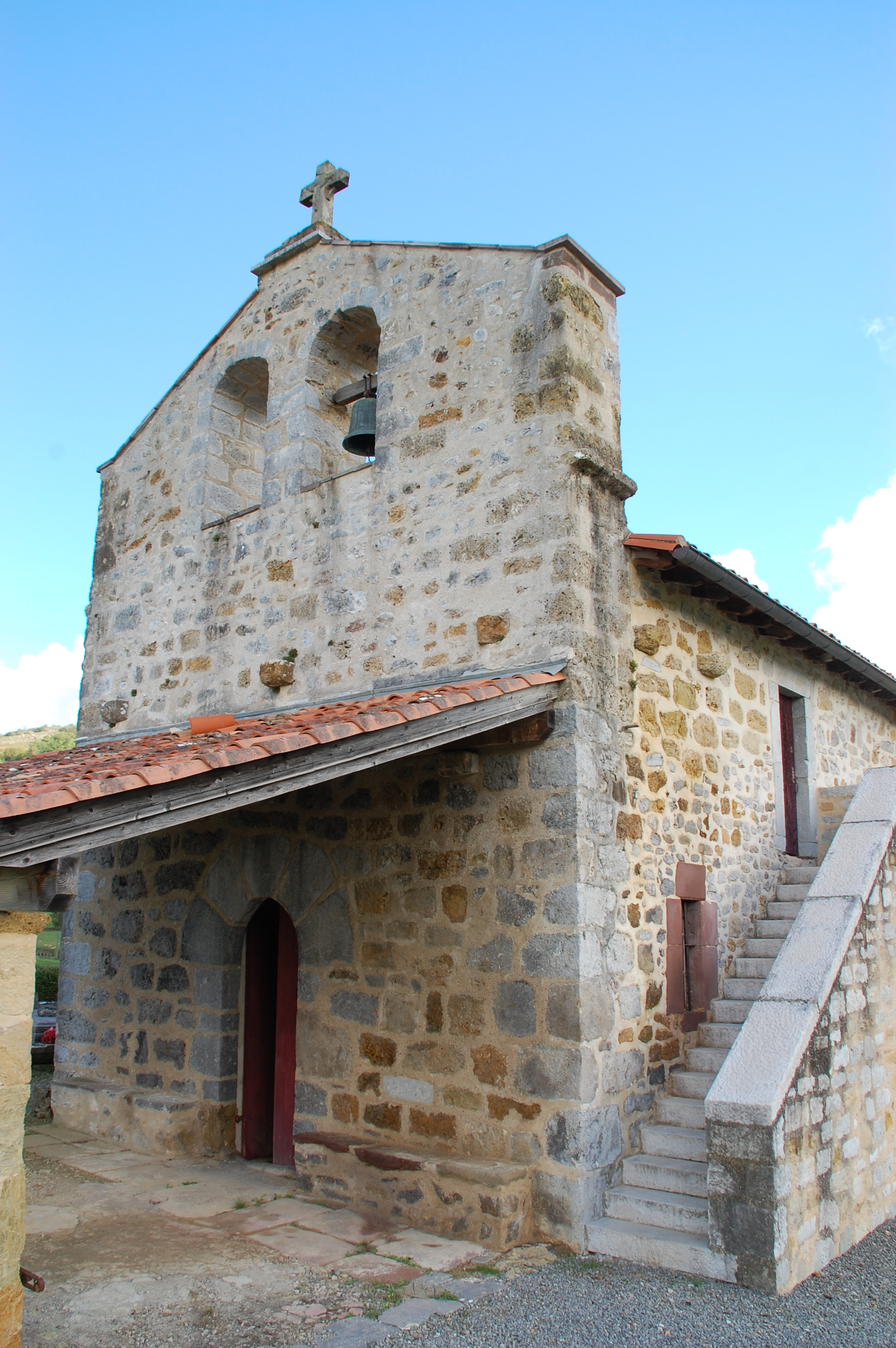
Église Saint-Sauveur d'Alciette.

### Héraldique
| Blason | Blasonnement : Écartelé aux 1 et 4 d'azur à trois coquilles d'argent, parti d'or à trois trangles de gueules ; au 2 de gueules à trois coquilles d'argent et une bordure engrêlée du même ; au 3 d'argent à une bande engrêlée de gueules accostée de deux coquilles du même. |

## Pour approfondir